# Heuss l’Enfoiré/Diskografie
Diese Diskografie ist eine Übersicht über die musikalischen Werke des französischen Rappers Heuss l’Enfoiré. Den Schallplattenauszeichnungen zufolge hat es bisher mehr als 5,4 Millionen Tonträger verkauft. Seine erfolgreichste Veröffentlichung ist die Single Moulaga mit über 390.000 verkauften Einheiten.

## Alben

### Studioalben
| Jahr | Titel Musiklabel                           | Höchstplatzierung, Gesamtwochen, AuszeichnungChartplatzierungen (Jahr, Titel, Musiklabel, Platzierungen, Wochen, Auszeichnungen, Anmerkungen) | Höchstplatzierung, Gesamtwochen, AuszeichnungChartplatzierungen (Jahr, Titel, Musiklabel, Platzierungen, Wochen, Auszeichnungen, Anmerkungen) | Höchstplatzierung, Gesamtwochen, AuszeichnungChartplatzierungen (Jahr, Titel, Musiklabel, Platzierungen, Wochen, Auszeichnungen, Anmerkungen) | Höchstplatzierung, Gesamtwochen, AuszeichnungChartplatzierungen (Jahr, Titel, Musiklabel, Platzierungen, Wochen, Auszeichnungen, Anmerkungen) | Höchstplatzierung, Gesamtwochen, AuszeichnungChartplatzierungen (Jahr, Titel, Musiklabel, Platzierungen, Wochen, Auszeichnungen, Anmerkungen) | Anmerkungen                                               |
| Jahr | Titel Musiklabel                           | FR | BEW | DE | AT | CH | Anmerkungen                                               |
| ---- | ------------------------------------------ | --- | --- | --- | --- | --- | --------------------------------------------------------- |
| 2019 | En esprit Midi Midi Production, 150 Prod   | FR3 ×2Doppelplatin · (126 Wo.)FR | BEW6 (235 Wo.)BEW | — | — | CH44 (5 Wo.)CH | Erstveröffentlichung: 25. Januar 2019 Verkäufe: + 200.000 |
| 2023 | Chef d’orchestre Believe, Pias             | FR3 Gold · (64 Wo.)FR | BEW42 (4 Wo.)BEW | — | — | — | Erstveröffentlichung: 30. Juni 2023                       |
| 2024 | LVDR (La vie de roni) Verdansk / Straw Pod | FR4 (23 Wo.)FR | BEW17 (6 Wo.)BEW | — | — | — | Erstveröffentlichung: 14. Juni 2024                       |

### Kollaboalben
| Jahr | Titel Musiklabel               | Höchstplatzierung, Gesamtwochen, AuszeichnungChartplatzierungen (Jahr, Titel, Musiklabel, Platzierungen, Wochen, Auszeichnungen, Anmerkungen) | Höchstplatzierung, Gesamtwochen, AuszeichnungChartplatzierungen (Jahr, Titel, Musiklabel, Platzierungen, Wochen, Auszeichnungen, Anmerkungen) | Höchstplatzierung, Gesamtwochen, AuszeichnungChartplatzierungen (Jahr, Titel, Musiklabel, Platzierungen, Wochen, Auszeichnungen, Anmerkungen) | Höchstplatzierung, Gesamtwochen, AuszeichnungChartplatzierungen (Jahr, Titel, Musiklabel, Platzierungen, Wochen, Auszeichnungen, Anmerkungen) | Höchstplatzierung, Gesamtwochen, AuszeichnungChartplatzierungen (Jahr, Titel, Musiklabel, Platzierungen, Wochen, Auszeichnungen, Anmerkungen) | Anmerkungen                                      |
| Jahr | Titel Musiklabel               | FR | BEW | DE | AT | CH | Anmerkungen                                      |
| ---- | ------------------------------ | --- | --- | --- | --- | --- | ------------------------------------------------ |
| 2020 | Horizon vertical Believe, Pias | FR20 (20 Wo.)FR | BEW20 (17 Wo.)BEW | — | — | CH71 (2 Wo.)CH | Erstveröffentlichung: 18. Dezember 2020 mit Vald |

## Singles

### Als Leadmusiker
| Jahr | Titel Album                                | Höchstplatzierung, Gesamtwochen, AuszeichnungChartplatzierungen (Jahr, Titel, Album, Platzierungen, Wochen, Auszeichnungen, Anmerkungen) | Höchstplatzierung, Gesamtwochen, AuszeichnungChartplatzierungen (Jahr, Titel, Album, Platzierungen, Wochen, Auszeichnungen, Anmerkungen) | Höchstplatzierung, Gesamtwochen, AuszeichnungChartplatzierungen (Jahr, Titel, Album, Platzierungen, Wochen, Auszeichnungen, Anmerkungen) | Höchstplatzierung, Gesamtwochen, AuszeichnungChartplatzierungen (Jahr, Titel, Album, Platzierungen, Wochen, Auszeichnungen, Anmerkungen) | Höchstplatzierung, Gesamtwochen, AuszeichnungChartplatzierungen (Jahr, Titel, Album, Platzierungen, Wochen, Auszeichnungen, Anmerkungen) | Anmerkungen                                                               |
| Jahr | Titel Album                                | FR | BEW | DE | AT | CH | Anmerkungen                                                               |
| --- | ------------------------------------------ | --- | --- | --- | --- | --- | ------------------------------------------------------------------------- |
| 2018 | L’addition En esprit                       | FR84 Gold · (7 Wo.)FR | — | — | — | — | Erstveröffentlichung: 12. Oktober 2018 Verkäufe: + 100.000; feat. Vald    |
| 2018 | L’enfoiré En esprit                        | FR29 Diamant · (17 Wo.)FR | — | — | — | — | Erstveröffentlichung: 30. November 2018 Verkäufe: + 333.333               |
| 2018 | BX Land partie 3 –                         | FR107 (4 Wo.)FR | — | — | — | — | Erstveröffentlichung: 28. Dezember 2018                                   |
| 2019 | George Moula En esprit                     | FR21 (8 Wo.)FR | — | — | — | — | Erstveröffentlichung: 25. Januar 2019 feat. Koba LaD                      |
| 2019 | Khapta En esprit                           | FR1 Platin · (57 Wo.)FR | BEW16 Gold · (16 Wo.)BEW | — | — | — | Erstveröffentlichung: 15. Februar 2019 Verkäufe: + 215.000; feat. Sofiane |
| 2019 | Les méchants En esprit                     | FR9 Diamant · (63 Wo.)FR | — | — | — | — | Erstveröffentlichung: 15. März 2019 Verkäufe: + 333.333                   |
| 2019 | Aristocrate En esprit                      | FR35 Diamant · (70 Wo.)FR | — | — | — | — | Erstveröffentlichung: 26. Juli 2019 Verkäufe: + 333.333                   |
| 2019 | Moulaga –                                  | FR2 Diamant · (62 Wo.)FR | BEW13 Gold · (15 Wo.)BEW | DE46 a (11 Wo.)DE | AT49 a (6 Wo.)AT | CH42 (8 Wo.)CH | Erstveröffentlichung: 13. Dezember 2019 Verkäufe: + 398.333; feat. Jul    |
| 2020 | BX Land 5 –                                | FR41 (6 Wo.)FR | — | — | — | — | Erstveröffentlichung: 28. August 2020                                     |
| 2020 | L’ancien –                                 | FR36 Gold · (5 Wo.)FR | — | — | — | — | Erstveröffentlichung: 18. September 2020 Verkäufe: + 100.000              |
| 2020 | Guccissima Horizon vertical                | FR27 (7 Wo.)FR | — | — | — | — | Erstveröffentlichung: 18. Dezember 2020 mit Vald                          |
| 2020 | Matrixé Horizon vertical                   | FR33 (7 Wo.)FR | — | — | — | — | Erstveröffentlichung: 18. Dezember 2020 mit Vald                          |
| 2021 | Gucci Versace –                            | FR90 (3 Wo.)FR | — | — | — | — | Erstveröffentlichung: 19. Februar 2021 mit Kore                           |
| 2021 | BX Land 6 –                                | FR64 (2 Wo.)FR | — | — | — | — | Erstveröffentlichung: 28. Mai 2021                                        |
| 2021 | Mal à la tête –                            | FR65 Gold · (12 Wo.)FR | — | — | — | — | Erstveröffentlichung: 9. Juli 2021 Verkäufe: + 100.000; mit Soolking      |
| 2022 | Les frères Toujours+                       | FR117 (2 Wo.)FR | — | — | — | — | Erstveröffentlichung: 7. Juli 2022 mit Mig                                |
| 2022 | Bar-Mitzvah –                              | FR95 Gold · (2 Wo.)FR | — | — | — | — | Erstveröffentlichung: 21. Juli 2022 Verkäufe: + 100.000                   |
| 2022 | La Marseillaise Chef D’orchestre           | FR27 Platin · (18 Wo.)FR | — | — | — | — | Erstveröffentlichung: 4. November 2022 Verkäufe: + 200.000; feat. Ninho   |
| 2023 | Chef D’orchestre                           | FR68 (2 Wo.)FR | — | — | — | — | Erstveröffentlichung: 27. Januar 2023                                     |
| 2023 | Saiyan Chef D’orchestre                    | FR2 Diamant · (85 Wo.)FR | BEW8 (26 Wo.)BEW | — | — | CH53 (10 Wo.)CH | Erstveröffentlichung: 2. Juni 2023 Verkäufe: + 333.333; mit Gazo          |
| 2024 | Mélanine LVDR (La vie de roni)             | FR3 Diamant · (37 Wo.)FR | BEW29 Platin · (8 Wo.)BEW | — | — | — | Erstveröffentlichung: 3. Mai 2024 Verkäufe: + 353.333; feat. Werenoi      |
| 2025 | 2, 3 Shots –                               | FR135 (1 Wo.)FR | — | — | — | — | Erstveröffentlichung: 17. Januar 2025 mit Genezio                         |
| Folgende Lieder erschienen nicht als Single, wurden aber durch das Album zum Download und Streaming bereitgestellt und konnten somit eine Platzierung erlangen: |                                            | | | | | |                                                                           |
| |                                            | | | | | |                                                                           |
| 2019 | Benda En esprit                            | FR23 Platin · (10 Wo.)FR | — | — | — | — | Charteinstieg: 1. Februar 2019 Verkäufe: + 200.000; feat. Soolking        |
| 2019 | Hakan Sukur En esprit                      | FR40 (4 Wo.)FR | — | — | — | — | Charteinstieg: 1. Februar 2019                                            |
| 2019 | G.M.T.B En esprit                          | FR41 (4 Wo.)FR | — | — | — | — | Charteinstieg: 1. Februar 2019                                            |
| 2019 | SKCH En esprit                             | FR49 (2 Wo.)FR | — | — | — | — | Charteinstieg: 1. Februar 2019                                            |
| 2019 | Bx land 4 En esprit                        | FR50 (3 Wo.)FR | — | — | — | — | Charteinstieg: 1. Februar 2019                                            |
| 2019 | En esprit                                  | FR53 (4 Wo.)FR | — | — | — | — | Charteinstieg: 1. Februar 2019                                            |
| 2019 | Anita En esprit                            | FR63 (3 Wo.)FR | — | — | — | — | Charteinstieg: 1. Februar 2019                                            |
| 2019 | N.Y.M.A En esprit                          | FR93 (2 Wo.)FR | — | — | — | — | Charteinstieg: 1. Februar 2019                                            |
| 2019 | Léger En esprit                            | FR96 Gold · (2 Wo.)FR | — | — | — | — | Charteinstieg: 1. Februar 2019                                            |
| 2020 | Canada Horizon vertical                    | FR16 Gold · (9 Wo.)FR | — | — | — | — | Charteinstieg: 25. Dezember 2020 Verkäufe: + 100.000; mit Vald            |
| 2020 | Mauvais Horizon vertical                   | FR71 (2 Wo.)FR | — | — | — | — | Charteinstieg: 25. Dezember 2020 mit Vald                                 |
| 2020 | Mélange Horizon vertical                   | FR78 (1 Wo.)FR | — | — | — | — | Charteinstieg: 25. Dezember 2020 mit Vald                                 |
| 2020 | Royal Cheese Horizon vertical              | FR85 (2 Wo.)FR | — | — | — | — | Charteinstieg: 25. Dezember 2020 mit Vald                                 |
| 2020 | Horizon vertical                           | FR88 (1 Wo.)FR | — | — | — | — | Charteinstieg: 25. Dezember 2020 mit Vald                                 |
| 2020 | 1992 Horizon vertical                      | FR120 (1 Wo.)FR | — | — | — | — | Charteinstieg: 25. Dezember 2020 mit Vald                                 |
| 2020 | Diviser pour mieux régner Horizon vertical | FR127 (1 Wo.)FR | — | — | — | — | Charteinstieg: 25. Dezember 2020 mit Vald                                 |
| 2020 | VHR Horizon vertical                       | FR140 (1 Wo.)FR | — | — | — | — | Charteinstieg: 25. Dezember 2020 mit Vald                                 |
| 2020 | 2014 Horizon vertical                      | FR163 (1 Wo.)FR | — | — | — | — | Charteinstieg: 25. Dezember 2020 mit Vald                                 |
| 2020 | Adios Horizon vertical                     | FR167 (1 Wo.)FR | — | — | — | — | Charteinstieg: 25. Dezember 2020 mit Vald                                 |
| 2023 | Cités de France Chef D’orchestre           | FR53 (2 Wo.)FR | — | — | — | — | feat. Zeg P & Ninho                                                       |
| 2024 | Shayo LVDR (La vie de roni)                | FR67 (6 Wo.)FR | — | — | — | — | feat. KeBlack                                                             |
| 2024 | Culiacán LVDR (La vie de roni)             | FR84 (2 Wo.)FR | — | — | — | — | feat. Maes                                                                |
| 2024 | La raclure LVDR (La vie de roni)           | FR148 (1 Wo.)FR | — | — | — | — |                                                                           |
| 2024 | Kim Il Sung LVDR (La vie de roni)          | FR165 (1 Wo.)FR | — | — | — | — |                                                                           |
| 2024 | Life LVDR (La vie de roni)                 | FR166 (1 Wo.)FR | — | — | — | — | feat. Leto                                                                |

### Als Gastmusiker
| Jahr | Titel Album                              | Höchstplatzierung, Gesamtwochen, AuszeichnungChartplatzierungen (Jahr, Titel, Album, Platzierungen, Wochen, Auszeichnungen, Anmerkungen) | Höchstplatzierung, Gesamtwochen, AuszeichnungChartplatzierungen (Jahr, Titel, Album, Platzierungen, Wochen, Auszeichnungen, Anmerkungen) | Höchstplatzierung, Gesamtwochen, AuszeichnungChartplatzierungen (Jahr, Titel, Album, Platzierungen, Wochen, Auszeichnungen, Anmerkungen) | Höchstplatzierung, Gesamtwochen, AuszeichnungChartplatzierungen (Jahr, Titel, Album, Platzierungen, Wochen, Auszeichnungen, Anmerkungen) | Höchstplatzierung, Gesamtwochen, AuszeichnungChartplatzierungen (Jahr, Titel, Album, Platzierungen, Wochen, Auszeichnungen, Anmerkungen) | Anmerkungen |
| Jahr | Titel Album                              | FR | BEW | DE | AT | CH | Anmerkungen |
| --- | ---------------------------------------- | --- | --- | --- | --- | --- | --- |
| 2018 | Woah 93 Empire                           | FR7 Platin · (19 Wo.)FR | — | — | — | — | Erstveröffentlichung: 27. Juli 2018 Verkäufe: + 200.000; Sofiane feat. Vald, Mac Tyer, Soolking, Kalash Criminel, Sadek & Heuss L’Enfoiré |
| 2019 | Tikka Quartier Latin Vol. 1              | FR91 (2 Wo.)FR | — | — | — | — | Erstveröffentlichung: 1. Februar 2019 Lartiste feat. Heuss l’Enfoiré                                                                      |
| 2019 | Rappelle-toi On est fait pour ça         | FR25 Gold · (20 Wo.)FR | — | — | — | — | Erstveröffentlichung: 21. Juni 2019 Verkäufe: + 100.000; Naps feat. Heuss l’Enfoiré                                                       |
| 2019 | Dans mon délire Il était une fois…       | FR138 (4 Wo.)FR | BEW15 (11 Wo.)BEW | — | — | — | Erstveröffentlichung: 23. August 2019 Black M feat. Heuss l’Enfoiré & Soolking                                                            |
| 2019 | Ne reviens pas Zone 59                   | FR1 Diamant · (69 Wo.)FR | BEW2 Platin · (23 Wo.)BEW | DE99 (1 Wo.)DE | — | CH21 (19 Wo.)CH | Erstveröffentlichung: 22. November 2019 Verkäufe: + 363.333; Gradur feat. Heuss l’Enfoiré                                                 |
| 2020 | Dans l’espace –                          | FR1 Diamant · (32 Wo.)FR | BEW15 (10 Wo.)BEW | — | — | CH28 (3 Wo.)CH | Erstveröffentlichung: 17. Januar 2020 Verkäufe: + 333.333; Gambi feat. Heuss l’Enfoiré                                                    |
| 2020 | Wesh Indécis                             | FR43 Gold · (19 Wo.)FR | — | — | — | — | Erstveröffentlichung: 27. März 2020 Verkäufe: + 100.000; GLK feat. Heuss l’Enfoiré                                                        |
| 2020 | Choupetta Art de Rue                     | FR63 Gold · (11 Wo.)FR | — | — | — | — | Erstveröffentlichung: 26. Juni 2020 Verkäufe: + 100.000; HMZ feat. Sofiane & Heuss l’Enfoiré                                              |
| 2020 | Moula max Moonlight                      | FR64 (7 Wo.)FR | — | — | — | — | Erstveröffentlichung: 3. Juli 2020 L’Algérino feat. Heuss l’Enfoiré                                                                       |
| 2020 | La musique est bonne –                   | FR97 (2 Wo.)FR | — | — | — | — | Erstveröffentlichung: 17. Juli 2020 Naza feat. Heuss l’Enfoiré                                                                            |
| 2021 | Ola ola ola –                            | FR10 Platin · (16 Wo.)FR | — | — | — | — | Erstveröffentlichung: 30. Juli 2021 Verkäufe: + 200.000; No Limit feat. Bosh & Heuss l’Enfoiré                                            |
| 2022 | C’est quoi le boulot La boîte de Pandore | FR189 (1 Wo.)FR | — | — | — | — | Erstveröffentlichung: 29. April 2022 Vegedream feat. Heuss l’Enfoiré                                                                      |
| Folgende Lieder erschienen nicht als Single, wurden aber durch das Album zum Download und Streaming bereitgestellt und konnten somit eine Platzierung erlangen: |                                          | | | | | | |
| |                                          | | | | | | |
| 2018 | IDF Affranchis                           | FR49 (2 Wo.)FR | — | — | — | — | Charteinstieg: 2. Februar 2018 Sofiane feat. Heuss l’Enfoiré                                                                              |
| 2018 | Même secteur Dans les yeux               | FR43 (2 Wo.)FR | — | — | — | — | Charteinstieg: 28. September 2018 Hornet La Frappe feat. Heuss l’Enfoiré                                                                  |
| 2019 | Association de malfaiteurs Assa Baing    | FR51 (2 Wo.)FR | — | — | — | — | Charteinstieg: 15. März 2019 Landy feat. Heuss l’Enfoiré                                                                                  |
| 2019 | Gilera Album Gratuit Vol. 5              | FR128 (2 Wo.)FR | — | — | — | — | Charteinstieg: 15. März 2019 Jul feat. Heuss l’Enfoiré                                                                                    |
| 2019 | GTA Rien 100 rien                        | FR29 (4 Wo.)FR | — | — | — | — | Charteinstieg: 14. Juni 2019 Jul feat. Heuss l’Enfoiré                                                                                    |
| 2019 | Moula Mr Sal                             | FR9 Gold · (7 Wo.)FR | — | — | — | — | Charteinstieg: 13. September 2019 Niska feat. Heuss l’Enfoiré                                                                             |
| 2019 | Super Silver Haze Rooftop                | FR93 (3 Wo.)FR | — | — | — | — | Charteinstieg: 29. November 2019 Sch feat. Heuss l’Enfoiré                                                                                |
| 2020 | Centre commercial M.I.L.S 3.0            | FR9 Platin · (13 Wo.)FR | — | — | — | — | Charteinstieg: 13. März 2020 Verkäufe: + 200.000; Ninho feat. Heuss l’Enfoiré                                                             |
| 2020 | La kichta Vintage                        | FR47 Gold · (22 Wo.)FR | — | — | — | — | Charteinstieg: 27. März 2020 Verkäufe: + 100.000; Soolking feat. Heuss l’Enfoiré                                                          |
| 2020 | Chandon et Moët Enna                     | FR10 Gold · (13 Wo.)FR | — | — | — | — | Charteinstieg: 4. September 2020 Verkäufe: + 100.000; PLK feat. Heuss l’Enfoiré                                                           |
| 2020 | Symphonie du bendo Gros bébé             | FR68 (2 Wo.)FR | — | — | — | — | Charteinstieg: 20. November 2020 Naza feat. Heuss l’Enfoiré                                                                               |
| 2020 | Sicario Le Fléau                         | FR32 (2 Wo.)FR | — | — | — | — | Charteinstieg: 11. Dezember 2020 Maître Gims feat. Heuss l’Enfoiré                                                                        |
| 2021 | Adriano La sans pitax                    | FR132 (1 Wo.)FR | — | — | — | — | Charteinstieg: 9. Januar 2021 Brulux feat. Heuss l’Enfoiré                                                                                |
| 2021 | Soutien Aimons-Nous Vivants              | FR88 (1 Wo.)FR | — | — | — | — | Charteinstieg: 16. April 2021 Sadek feat. Fianso & Heuss l’Enfoiré                                                                        |
| 2021 | Kalitada Unité (Part.1)                  | FR94 (4 Wo.)FR | — | — | — | — | Charteinstieg: 30. Juli 2021 Unité feat. Heuss l’Enfoiré, Gazo & SLK                                                                      |
| 2021 | Costa Rica Vrai 2 vrai                   | FR113 (1 Wo.)FR | — | — | — | — | Charteinstieg: 30. Juli 2021 Da Uzi feat. Heuss l’Enfoiré                                                                                 |
| 2021 | Bruce Wayne Arès                         | FR22 (3 Wo.)FR | — | — | — | — | Charteinstieg: 16. Oktober 2021 Timal feat. Heuss l’Enfoiré                                                                               |
| 2022 | Reste Sans visa                          | FR115 (1 Wo.)FR | — | — | — | — | Charteinstieg: 3. Juni 2022 Soolking feat. Heuss l’Enfoiré                                                                                |
| 2022 | Dans l’appart’ Légende Vivante           | FR76 (2 Wo.)FR | — | — | — | — | Charteinstieg: 3. Dezember 2022 Lorenzo feat. Heuss l’Enfoiré                                                                             |
| 2024 | GTA Rien 100 rien                        | FR29 Gold · (4 Wo.)FR | — | — | — | — | Charteinstieg: 14. Juni 2019 Verkäufe: + 100.000; Jul feat. Heuss l’Enfoiré                                                               |

## Statistik

### Chartauswertung
|                     | FR    | BEW     | CH    |
| ------------------- | ----- | ------- | ----- |
| Nummer-eins-Alben   | FR—FR | BEW—BEW | CH—CH |
| Top-10-Alben        | FR3FR | BEW1BEW | CH—CH |
| Alben in den Charts | FR4FR | BEW4BEW | CH2CH |

|                       | FR     | BEW     | DE    | AT    | CH    |
| --------------------- | ------ | ------- | ----- | ----- | ----- |
| Nummer-eins-Singles   | FR3FR  | BEW—BEW | DE—DE | AT—AT | CH—CH |
| Top-10-Singles        | FR12FR | BEW2BEW | DE—DE | AT—AT | CH—CH |
| Singles in den Charts | FR79FR | BEW7BEW | DE2DE | AT1AT | CH4CH |

### Auszeichnungen für Musikverkäufe
| Goldene Schallplatte - Italien - 2023: für die Single Moulaga |

Anmerkung: Auszeichnungen in Ländern aus den Charttabellen bzw. Chartboxen sind in ebendiesen zu finden.
| Land/RegionAuszeichnungen für Musikverkäufe (Land/Region, Auszeichnungen, Verkäufe, Quellen) | Gold       | Platin       | Diamant     | Verkäufe  | Quellen         |
| -------------------------------------------------------------------------------------------- | ---------- | ------------ | ----------- | --------- | --------------- |
| Belgien (BRMA)                                                                               | 2× Gold2   | 2× Platin2   | —           | 80.000    | ultratop.be     |
| Frankreich (SNEP)                                                                            | 14× Gold14 | 8× Platin8   | 8× Diamant8 | 5.316.664 | snepmusique.com |
| Italien (FIMI)                                                                               | Gold1      | —            | —           | 50.000    | fimi.it         |
| Insgesamt                                                                                    | 17× Gold17 | 10× Platin10 | 8× Diamant8 |           |                 |